# Beata Wolska
Beata Wolska (ur. 11 sierpnia 1973) – polska judoczka.
Była zawodniczka klubów: GKS Olimpia Grudziądz (1987-1995), KS AZS AWFiS Gdańsk (1996-2013). Trzykrotna medalistka zawodów Pucharu Świata (1999 Sofia - srebro, 2002 Warszawa - brąz, 2002 Mińsk - brąz). Trzynastokrotna medalistka mistrzostw Polski seniorek: dwukrotna złota (1994 - kat. do 66 kg, 2000 - kat. do 63 kg), pięciokrotna srebrna (1995 - kat. do 66 kg, 1996 i 1997 - kat. do 61 kg, 1999 i 2001 - kat. do 63 kg) oraz sześciokrotna brązowa (1994 i 1997 - kat. open, 1998, 2002, 2004 i 2006 - kat. do 63 kg).